# St. Laurentius (Achim)

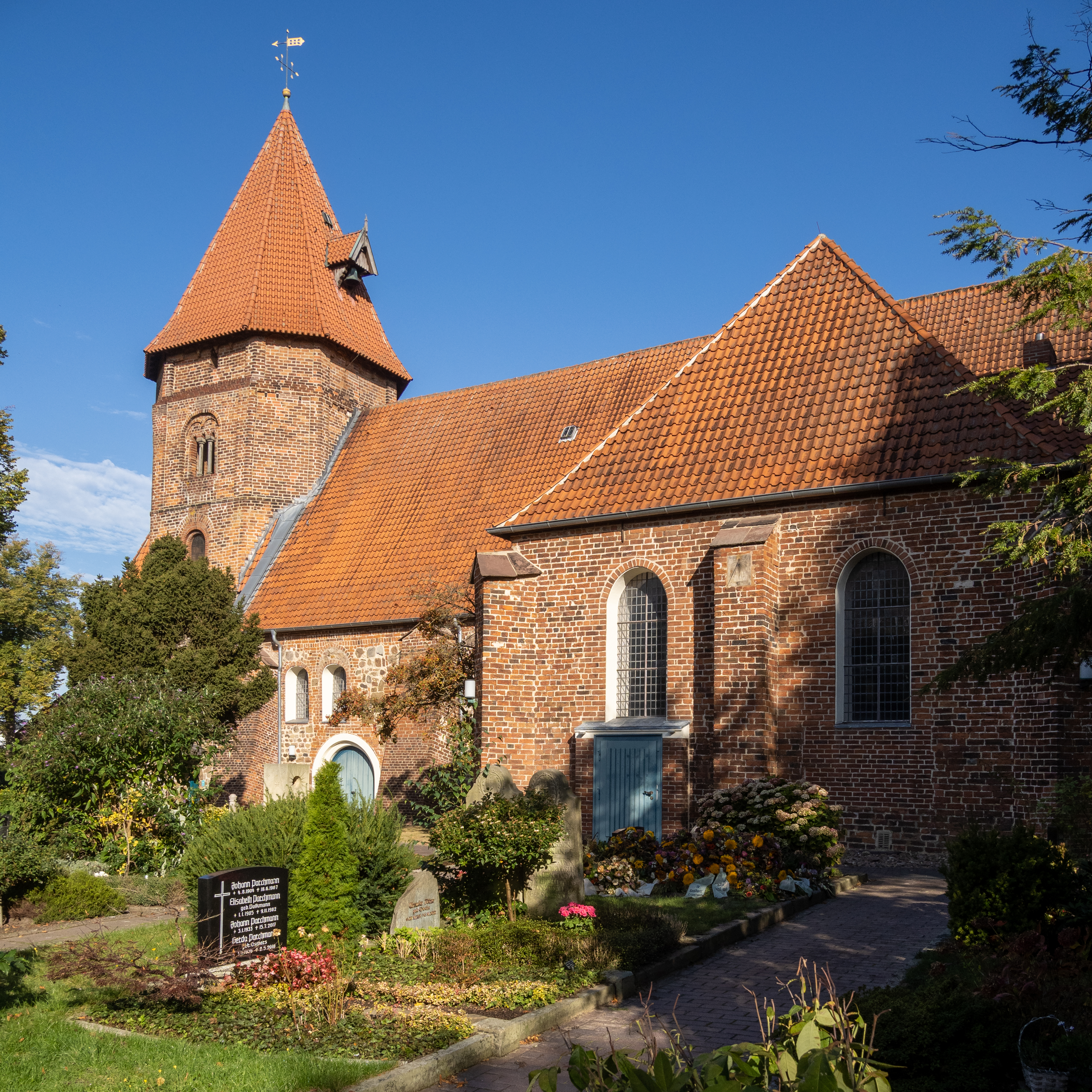
Südwestansicht St. Laurentius

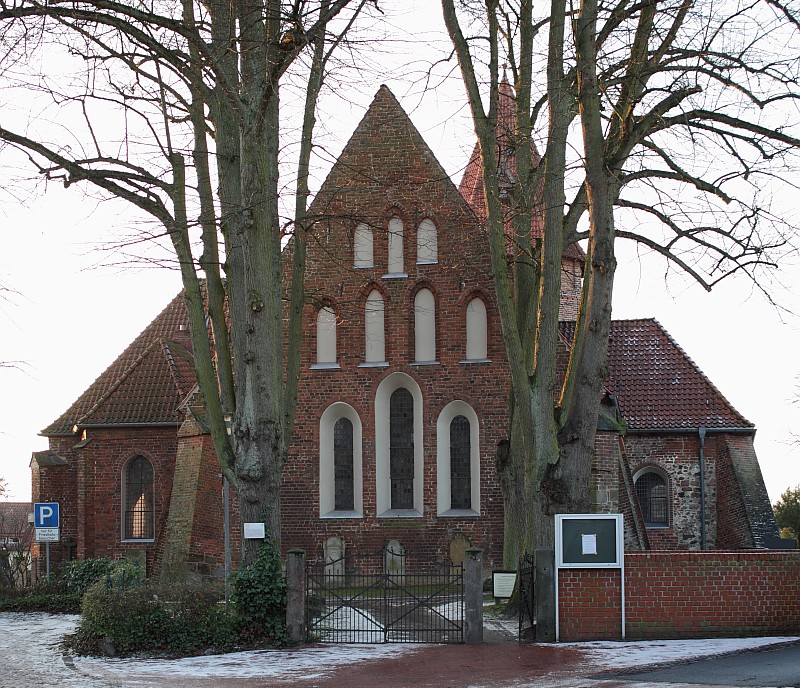
Frühgotischer Chor und Querhaus

Die Landkirche St. Laurentius im niedersächsischen Achim ist die älteste und größte Landkirche zwischen den ehemaligen Bischofssitzen Bremen und Verden (Aller). Die nach Laurentius von Rom  benannte Kirche ist das älteste Bauwerk der Stadt und wird von der evangelisch-lutherischen St.-Laurentius-Kirchengemeinde Achim genutzt.

## Geschichte

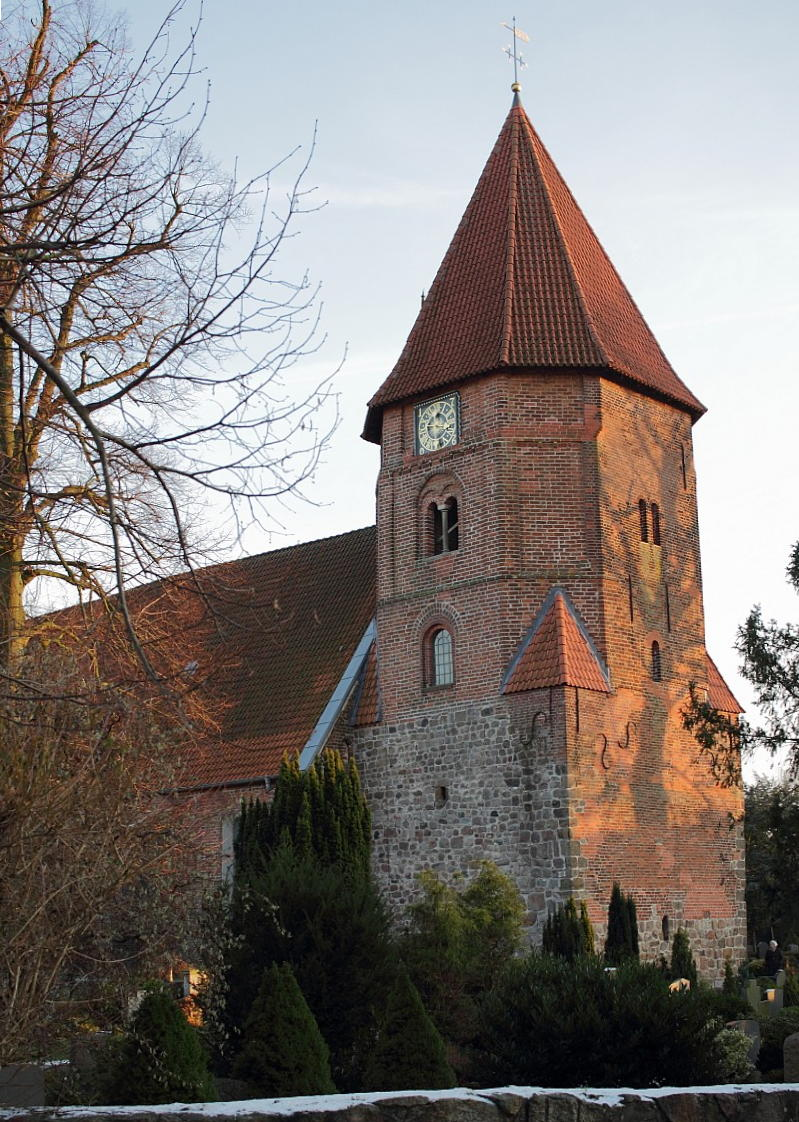
Turm von Nordwesten

Die St.-Laurentius-Kirche wurde wahrscheinlich auf einer ehemaligen heidnischen Kultstätte errichtet. Im Jahr 1257 wurde die Achimer Kirche erstmals durch den Bremer Bischof Gerhard II. urkundlich erwähnt. Es gibt jedoch deutliche Hinweise, dass die Kirche älter ist. Im Turm findet sich eine schwer entzifferbare Weiheinschrift, die auf das Baujahr 1091 hindeutet.
Mit Johann Meier (* 1537 in Minden; † 1610 in Achim) kam der erste protestantische Geistliche nach Achim. Er trat 1559 auf Wunsch der St.-Laurentius-Gemeinde seine Pfarrstelle an, unterstützt durch den katholischen Verdener Domherrn Johann von Ahlden.

## Gebäude
Der ursprüngliche romanische Feldsteinbau wurde im Laufe der Zeit immer wieder erweitert und umgebaut. Das ursprüngliche Mauerwerk aus gespaltenen Findlingssteinen ist am Turm und in der Südwand bis heute erkennbar. Um 1300 wurde die Kirche nach Osten erweitert, mit dem fast quadratischen Chor und zwei ungleichen Querhausarmen mit Walmdächern. Der südliche ist größer und hat ein schirmförmiges Wulstrippengewölbe. Der Nordarm ist kleiner und hat ebenso wie Chor und Vierung spitzbogige Kreuzrippengewölbe mit zarten Bandrippen. Im 14. Jahrhundert wurde das Langhaus eingewölbt, jedoch wurden diese Gewölbe im späten 17. Jahrhundert durch die heutigen ersetzt. Ebenfalls neuzeitlich sind die großen Korbbogenfenster an der Nordseite des Schiffs. Der Ostgiebel wurde zweimal erhöht, wie an alten Dachkanten zu erkennen ist. Das erste Dach hatte eine etwas geringere Neigung als das heutige, und seine Kante verlief knapp über den in derselben Bauphase entstandenen Blenden. Später bekam die Kirche hier einen Stufengiebel, dessen untere Stufen durch spätere Reparaturen verschwanden. Die heutigen Dachkanten verlaufen oberhalb der Ecken des Stufengiebels.
An der Nordseite des Turmes befindet sich seit 1706 eine Uhr mit vergoldetem Zifferblatt. An der äußeren Südfassade der Clüver-Kapelle ist eine Sonnenuhr von 1603 angebaut.

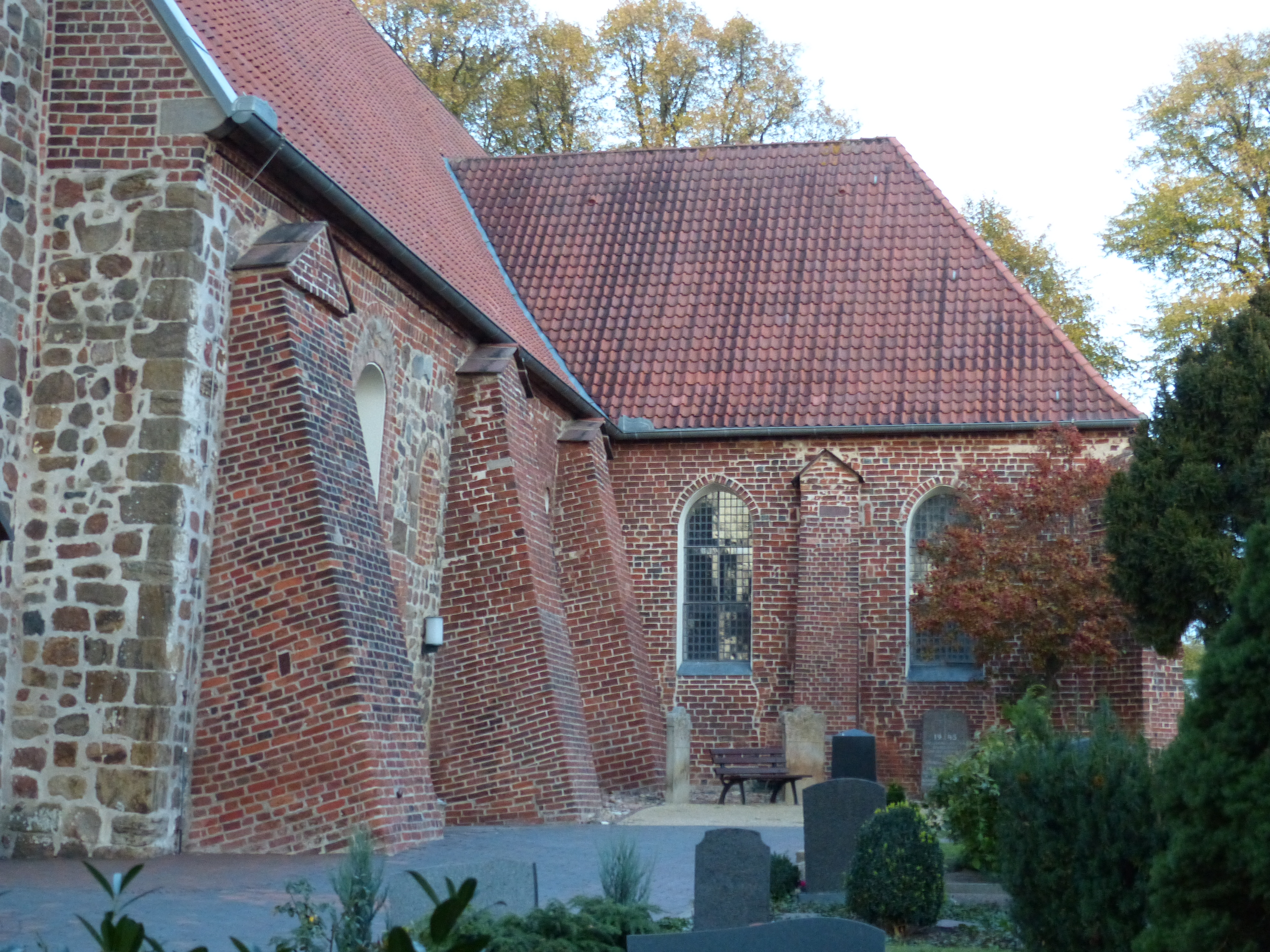
Südseite von Westen
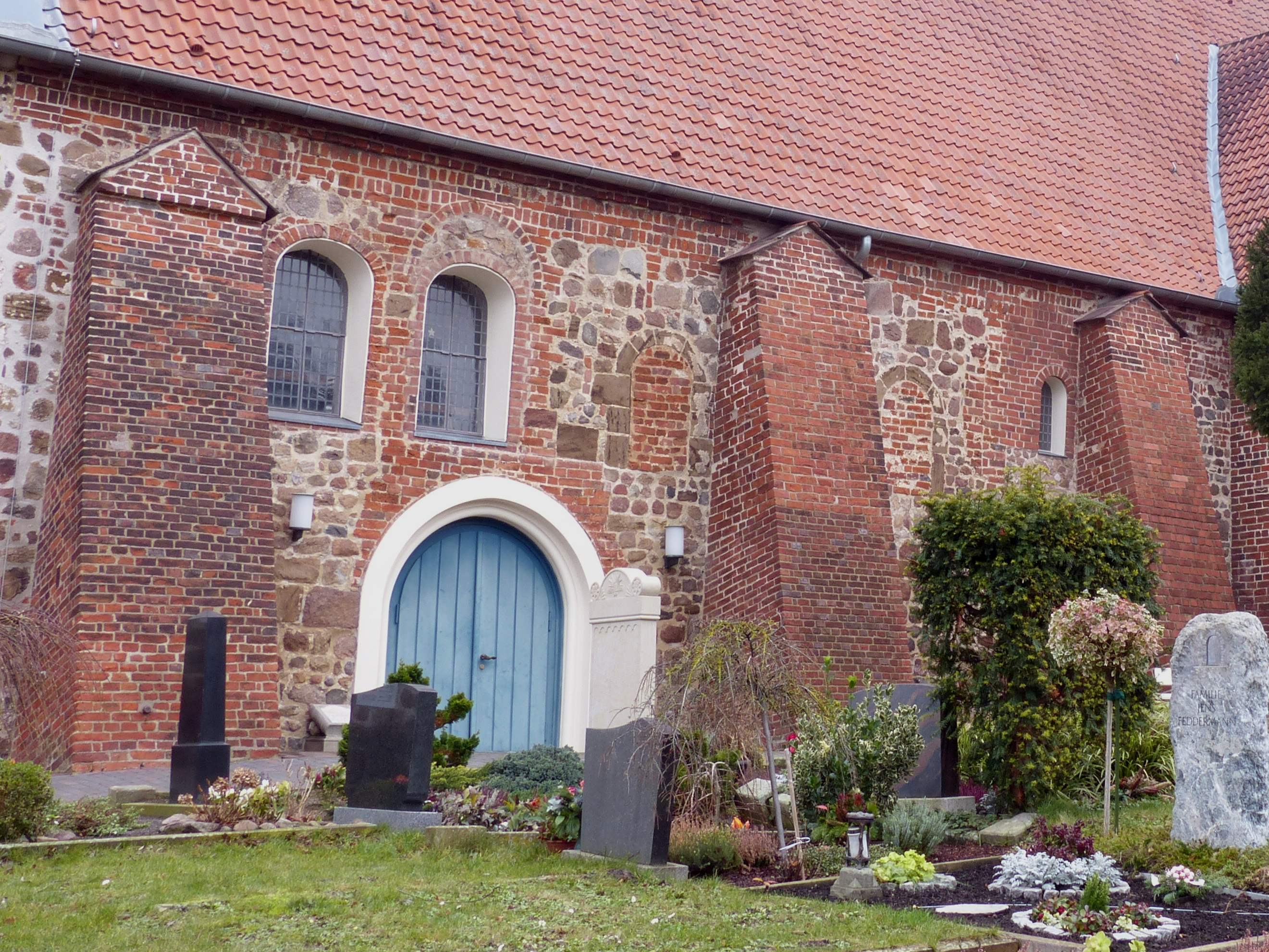
Romanische Südwand des Schiffs
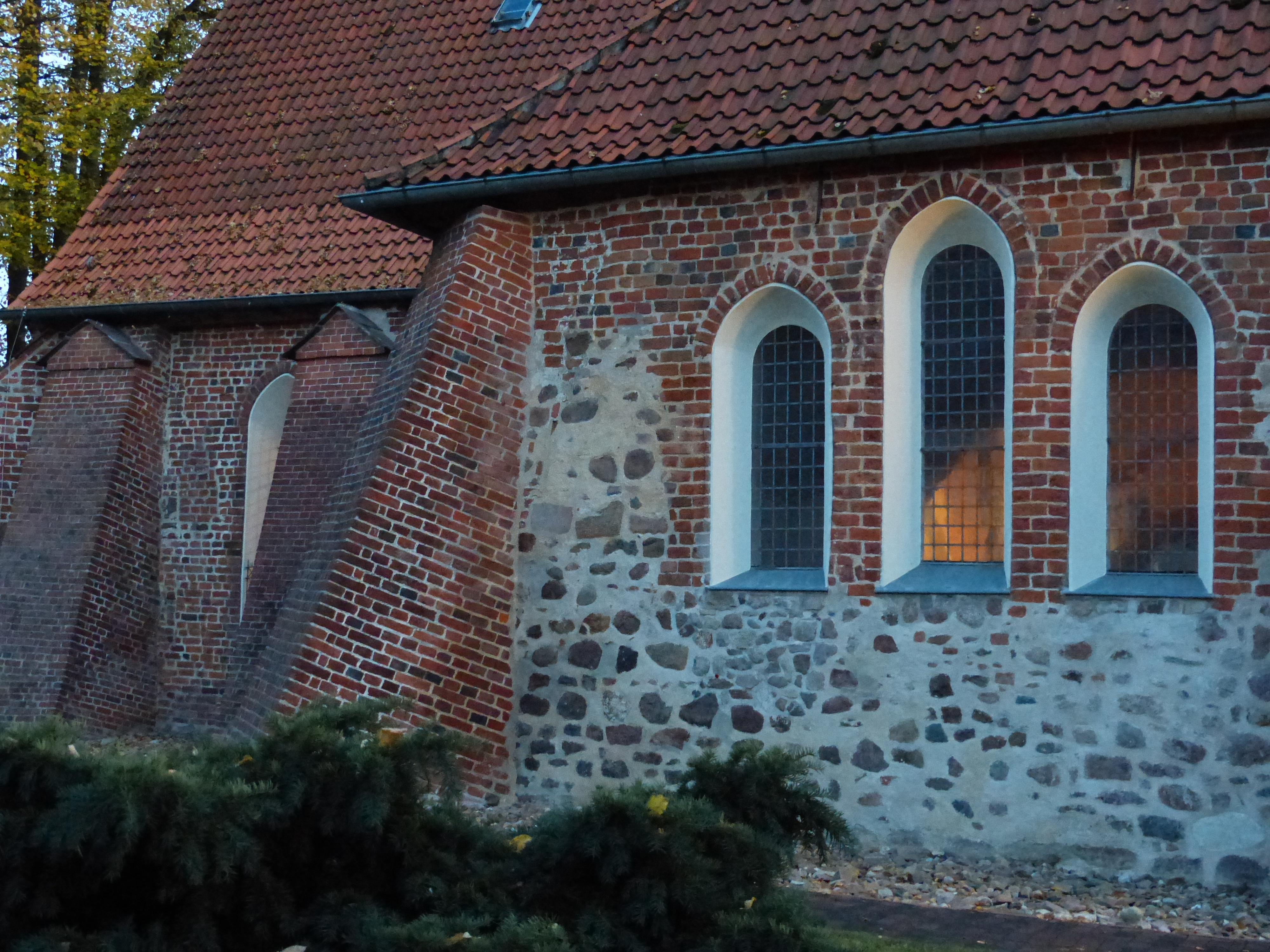
Frühgotisch: Nordquerhaus und Chor

### Mandelsloh-Kapelle

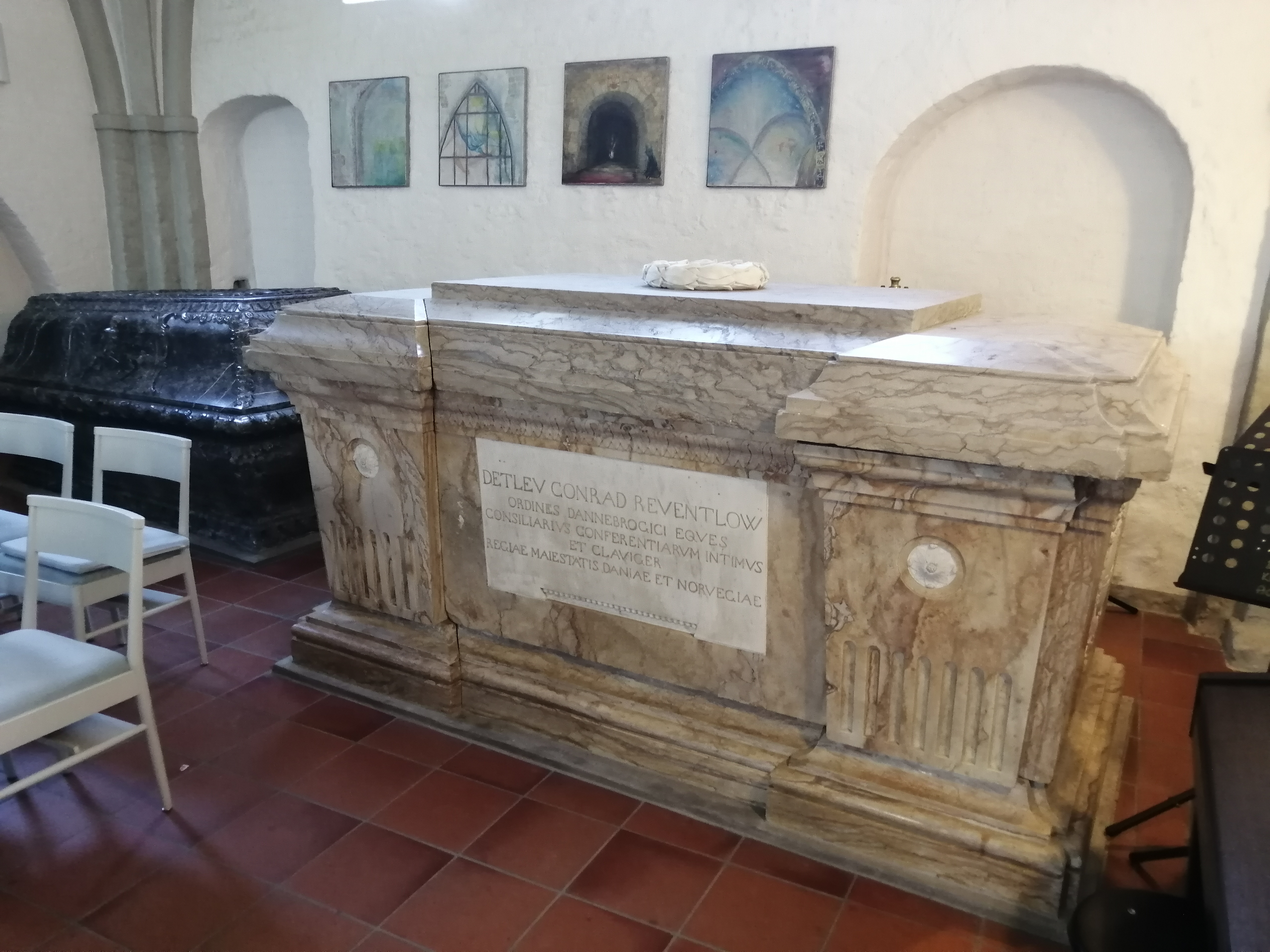
Sarkophage in St. Laurentiuskirche Achim

Der Nordflügel der Kirche wird nach einer bedeutenden Familie der Umgebung Mandelsloh-Kapelle genannt. In den dort aufgestellten marmornen Sarkophagen ruhen der dänische Geheime Conferenzrat Detlef Conrad von Reventlow und seine Ehefrau Veronica Marg. Clementine, geborene von Klinkowström. Die Sarkophage waren ursprünglich in einem Grabgewölbe unter der Clüverkapelle untergebracht. An der Westwand der Kapelle findet sich der Grabstein von Hinrich Clüver († 1551).

### Clüver- und Lazarus-Kapelle
Im südlichen Querschiff (Clüver-Kapelle) und dem apsisartigen Anbau in Richtung Osten (Lazarus-Kapelle) befinden sich alte Grabplatten, die den Verstorbenen der Familien Clüver und Mandelsloh gehören. Das Wandepitaph in der Lazaruskapelle, ein Gedenkstein der Familie Clüver, zeigt eine Kreuzigungs- und eine Auferstehungsszene. Der eigentliche Grabstein findet sich auf der rechten Seite der Kapelle, auf dem sich unter anderem das Wappen der Familie Clüver befindet, das im 20. Jahrhundert eine Vorlage für das Achimer Stadtwappen wurde.

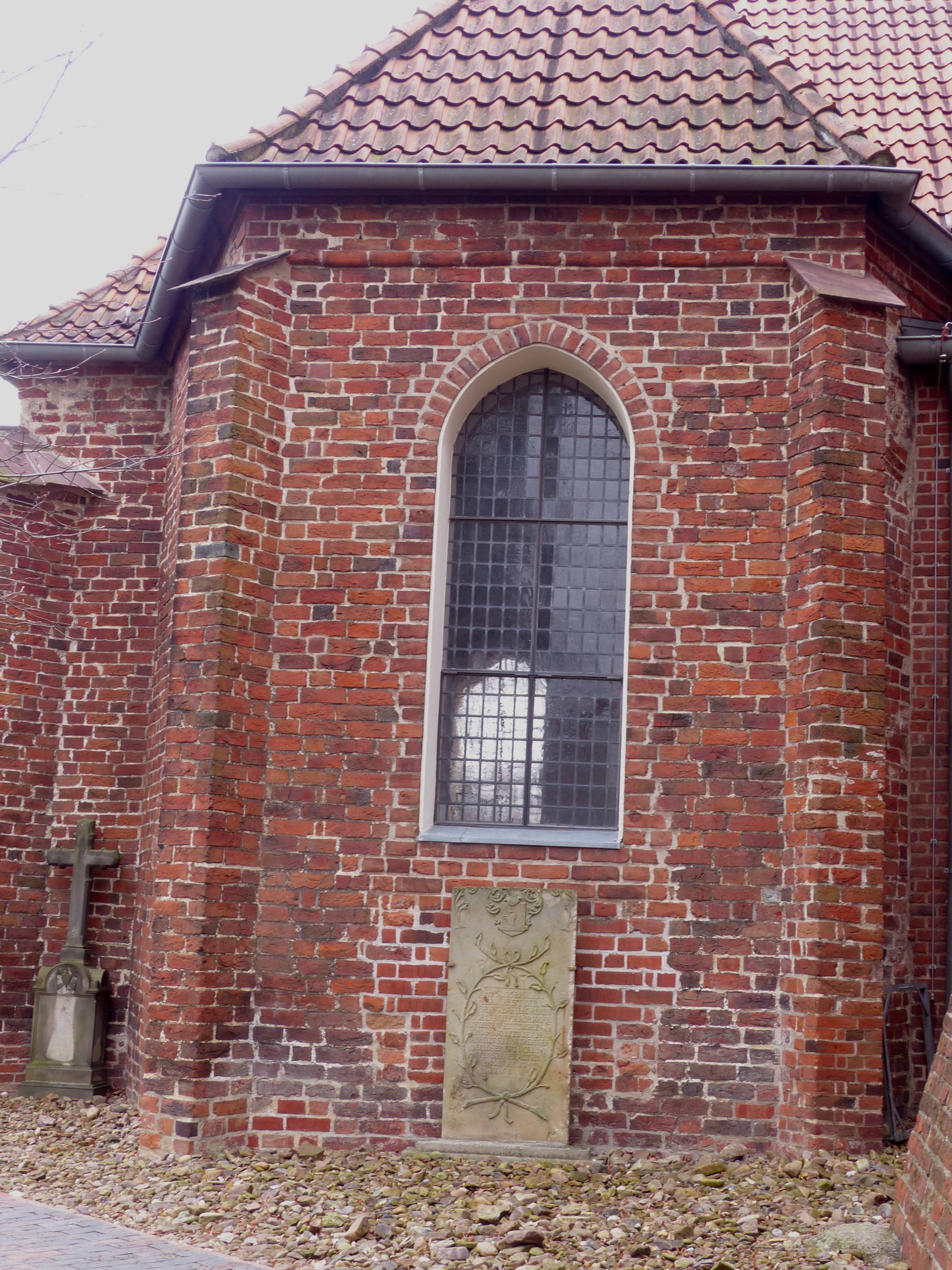
Lazaruskapelle von Osten
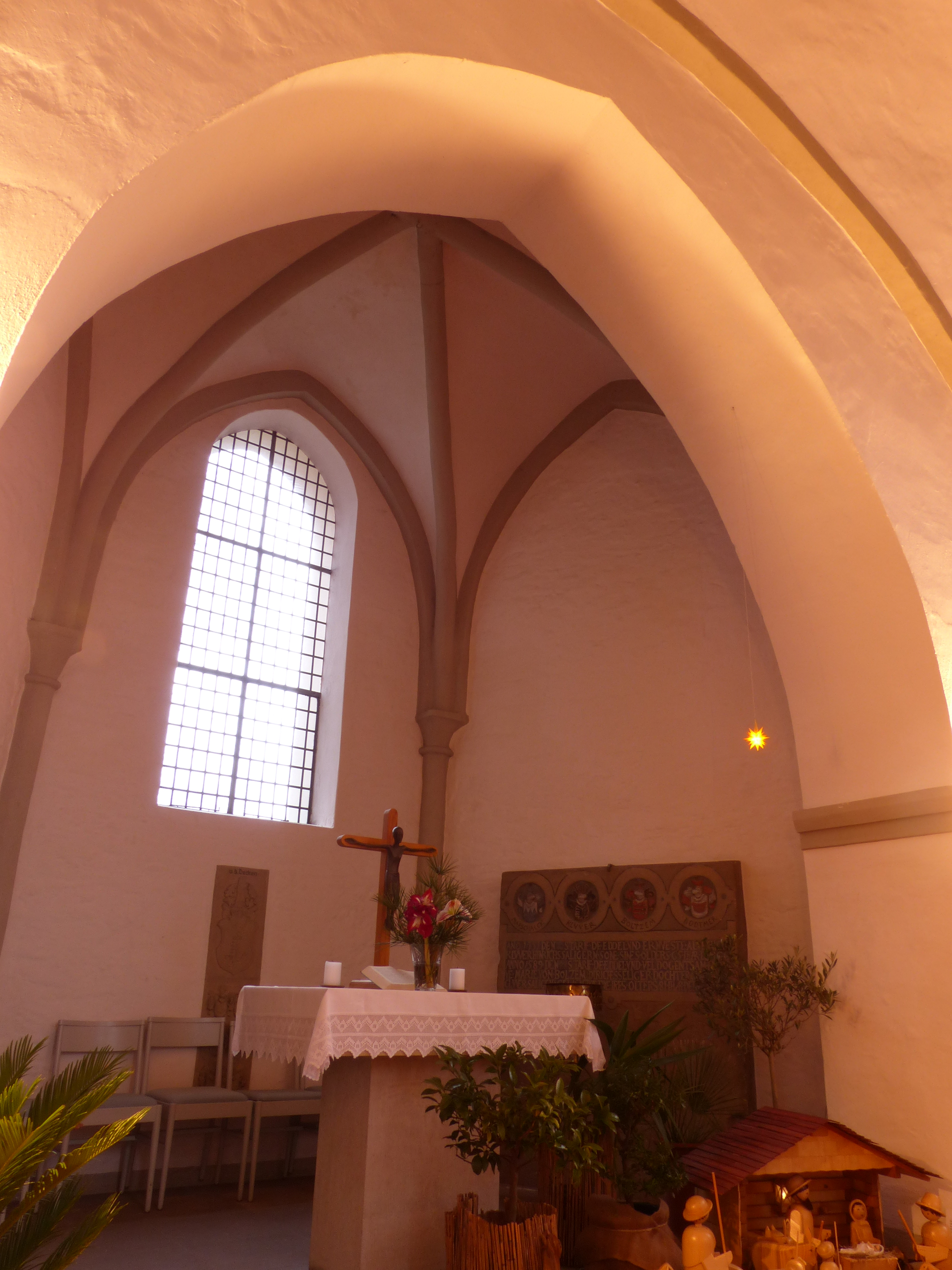
Lazaruskapelle mit Wulstrippen
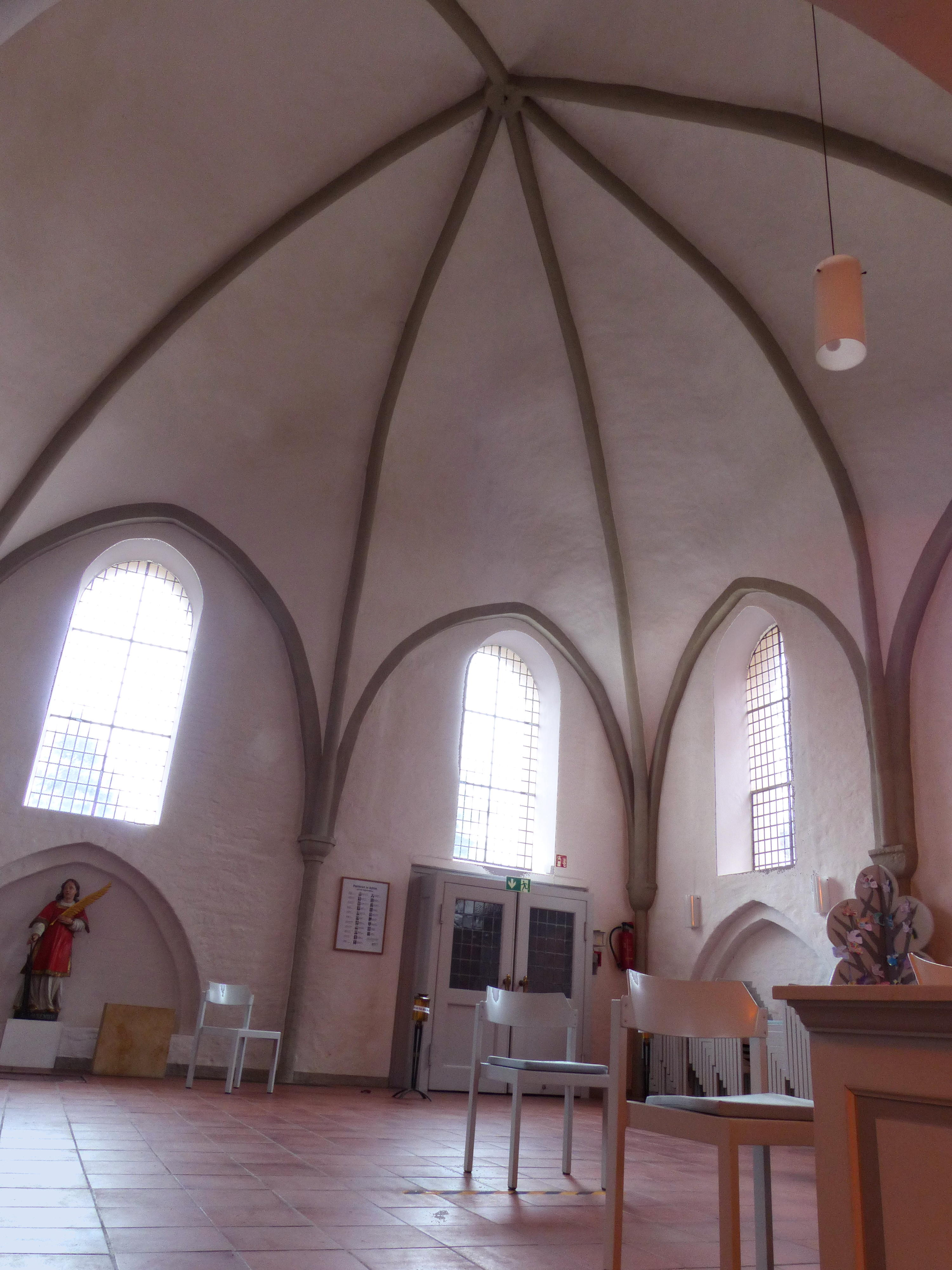
Südquerhaus mit Schirmgewölbe und Spitzbogenblenden
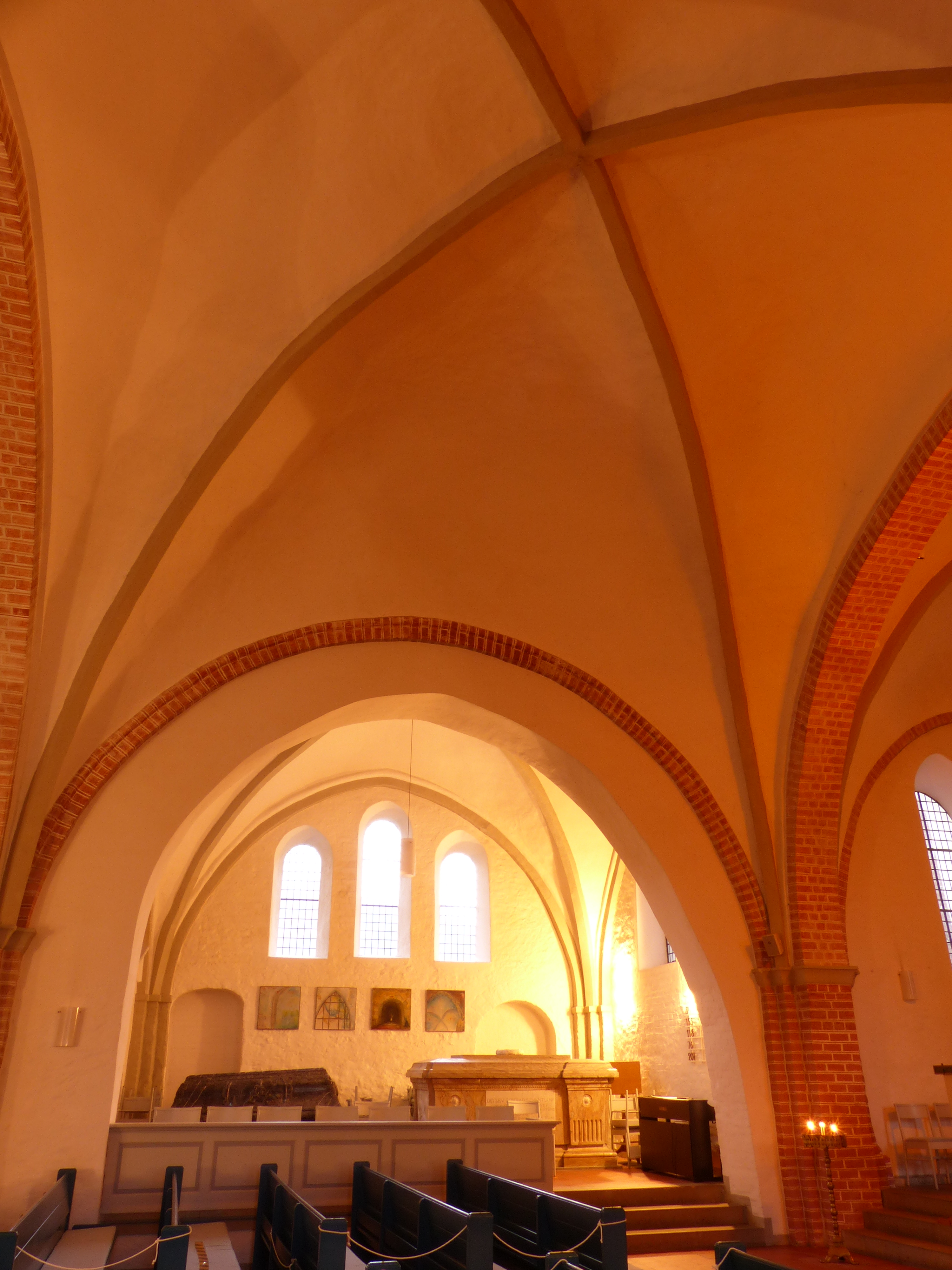
Vierung und Nordquerhaus mit zarten Bandrippen
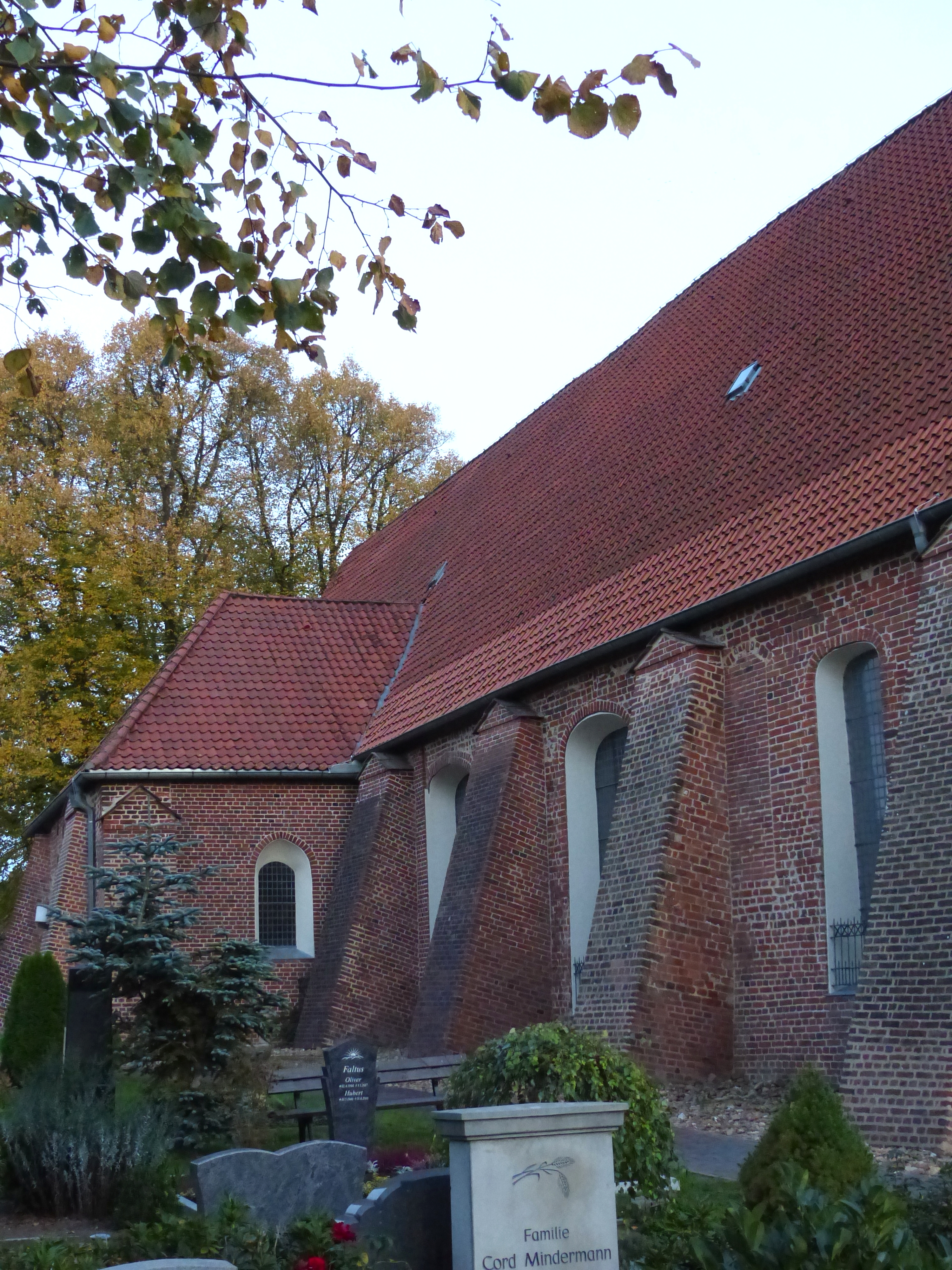
Nordseite von Westen

In der Clüverkapelle befindet sich seit 1967 in einer Wandnische die Plastik des Schutzpatrons der Achimer Kirche, der Heilige Laurentius, in rotgoldenem Gewand. Es handelt sich um ein Werk aus Süddeutschland aus der Zeit um 1700.

## Ausstattung der Kirche

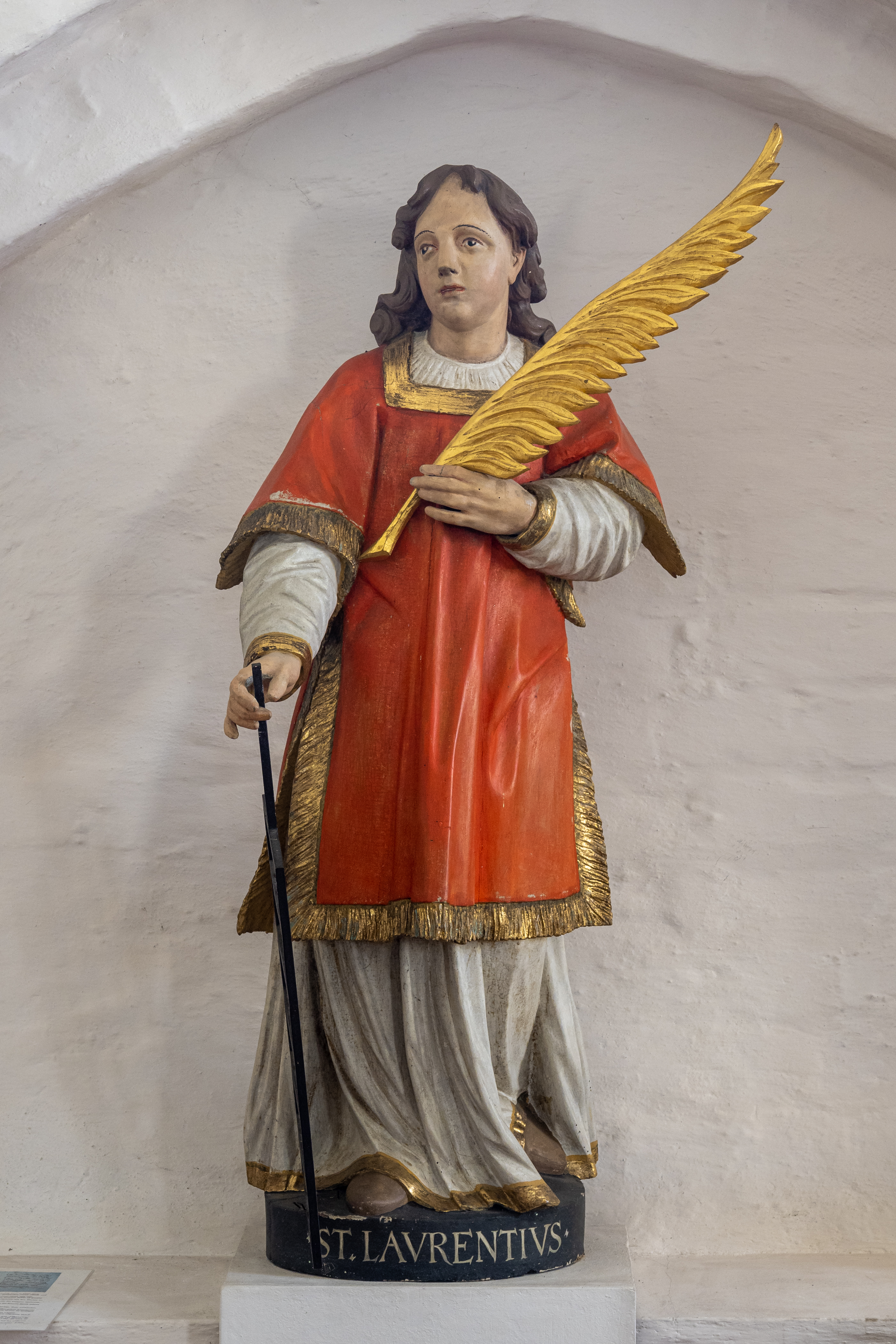
St. Laurentius-Statue

Im Dreißigjährigen Krieg (1618–1648) brannte die gesamte Stadt Achim ab; die gesamte Inneneinrichtung der Kirche wurde zerstört und verfeuert. In der Folge mussten die Außenwände durch Stützpfeiler verstärkt werden, damit in der Kirche wieder Gottesdienste abgehalten werden konnten.
Im Laufe der Zeit erfuhr das Innere der Kirche häufige Veränderungen. Die letzte grundlegende Renovierung der Kirche erfolgte in den 1960er Jahren, wobei der Innenraum komplett renoviert und die Emporen entfernt wurden.

### Altar
Der frühere Altar ist wahrscheinlich im Dreißigjährigen Krieg zerstört worden. 1671/72 stiftete Ortgies Melchior von der Lieth, Herr auf Mandelsenborstel ein neues Retabel, dessen Verbleib unbekannt ist. Der heutige Altar stammt aus dem Jahr 1750. Er wurde von dem Verdener Bildhauer Arend Meyer geschaffen und zeigt prächtige gold- und elfenbeinfarbene Seitenvoluten. Bei der Kreuzesdarstellung sind die Beine Jesu Christi parallel gestellt, obwohl diese Art der Darstellung zur Zeit der Entstehung bereits unüblich geworden war. Die Altarspitze ist mit spielenden Putten und einem Christus mit Siegesfahne verziert. Der Altar wurde von Oberst Friedrich Florenz von Weddig, Herr auf Mandelsenborstel, gestiftet. Damit wurde eine Familiengrabstelle am Turm erworben. Das Kruzifix am Altar wurde wohl 1845 durch eine bleiverglaste Scheibe mit einem Christusmedaillon ersetzt. 1938 wurde wieder das alte Altarbild (mit Kruzifix) eingesetzt und die Bleiglasscheibe in der Sakristei angebracht.

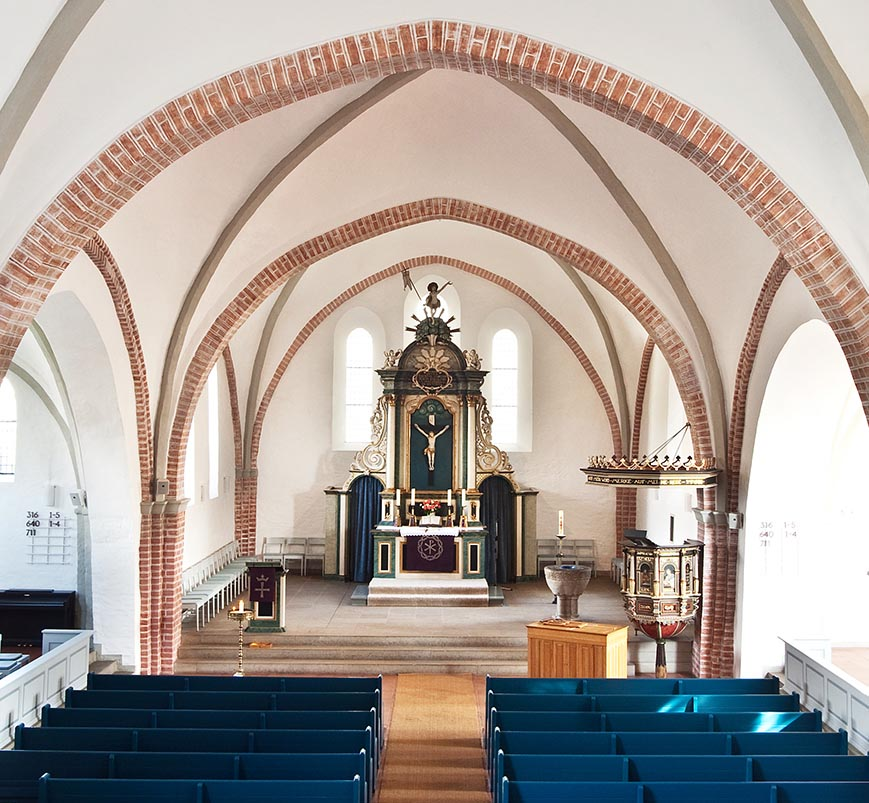
Blick von der Empore auf Vierung, Kanzel und Chor

### Kanzel

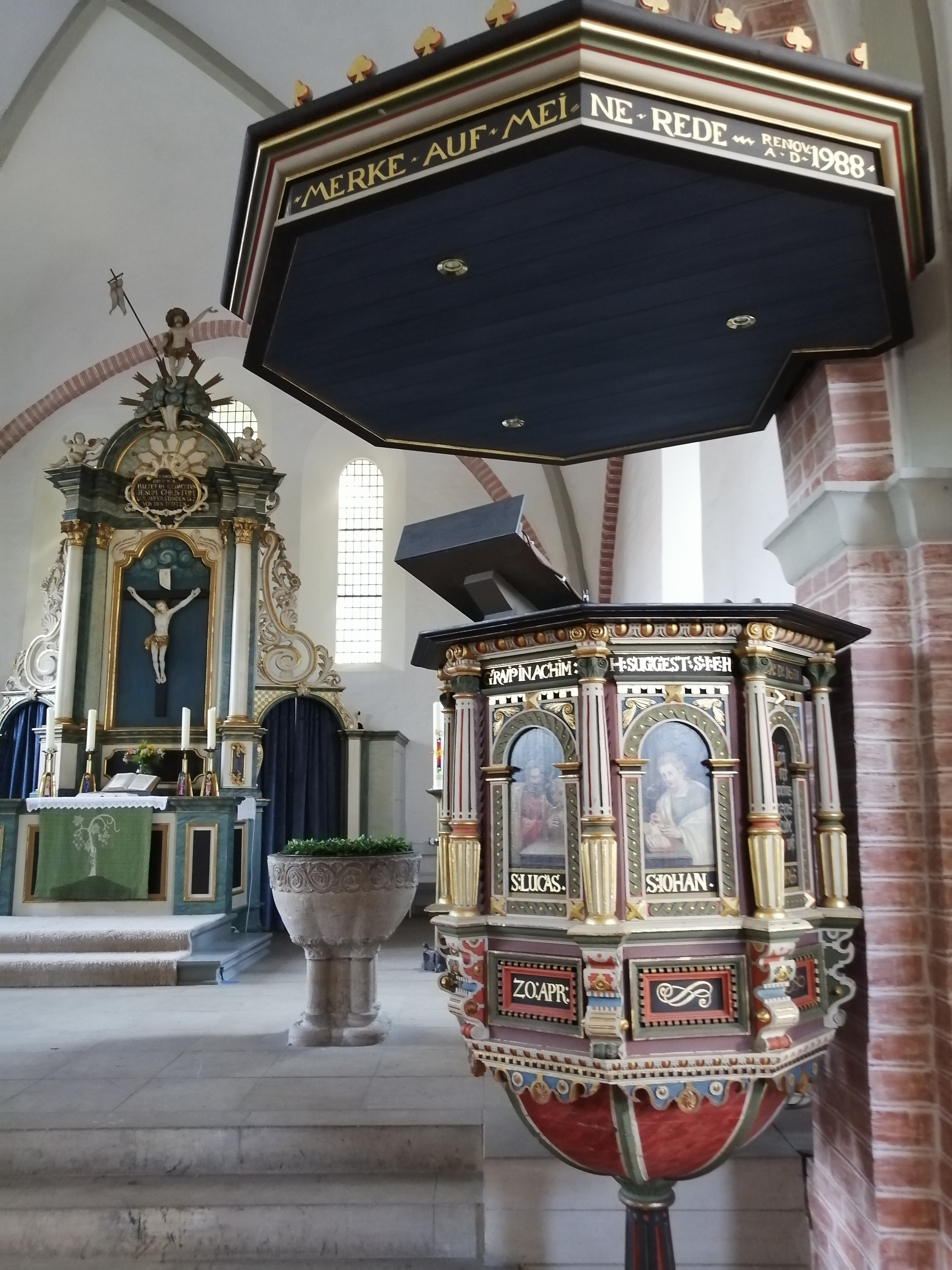
Kanzel St. Laurentiusklirche Achim

Die barocke Kanzel mit Bildern der Evangelisten stammt aus dem Jahr 1637, nachdem im Dreißigjährigen Krieg die Inneneinrichtung der St.-Laurentius-Kirche zerstört worden war. Sie wurde 1631 von Dirich Clüver, Gohgraf in Achim, gestiftet.

### Taufbecken

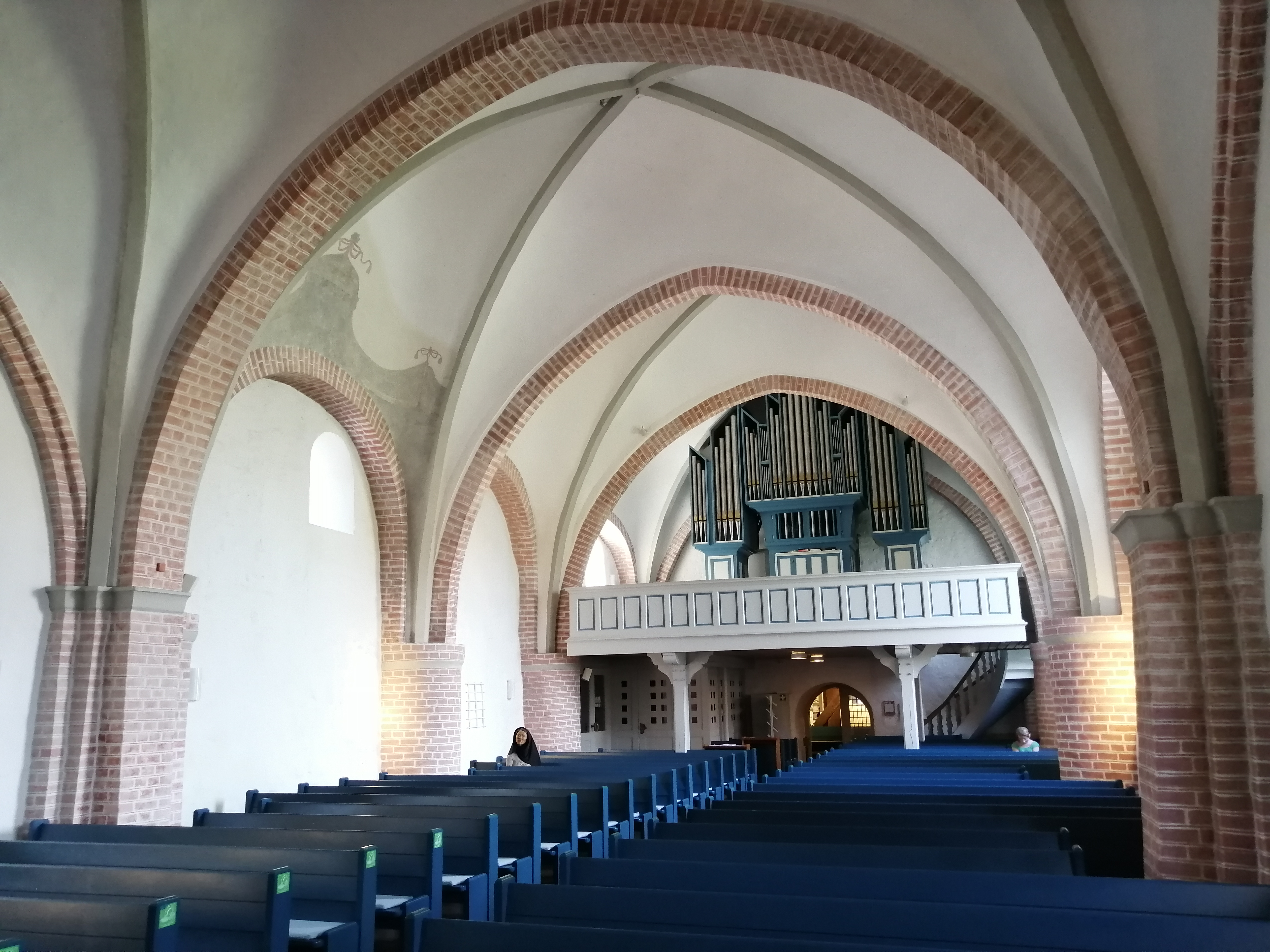
Blick Richtung Empore St. Laurentiuskirche Achim

Das spätromanische steinerne Taufbecken aus dem 13. Jahrhundert ist das älteste Stück der Innenausstattung. Es ähnelt in seiner Ornamentik und Formgebung dem Taufbecken im Verdener Dom. Auf dem Bronzedeckel des Steines ist die Schöpfungsgeschichte dargestellt. Der Taufstein diente zwischenzeitlich vor dem Küsterhaus als profanes Wasserbecken, wurde dann 1861 an die Oyter Kirche verschenkt, und kehrte erst 1939 wieder nach Achim zurück. 1955 hat das Taufbecken einen Bronzedeckel mit Darstellung der Schöpfungsgeschichte und Taufschale aus Emaille bekommen.

### Orgel

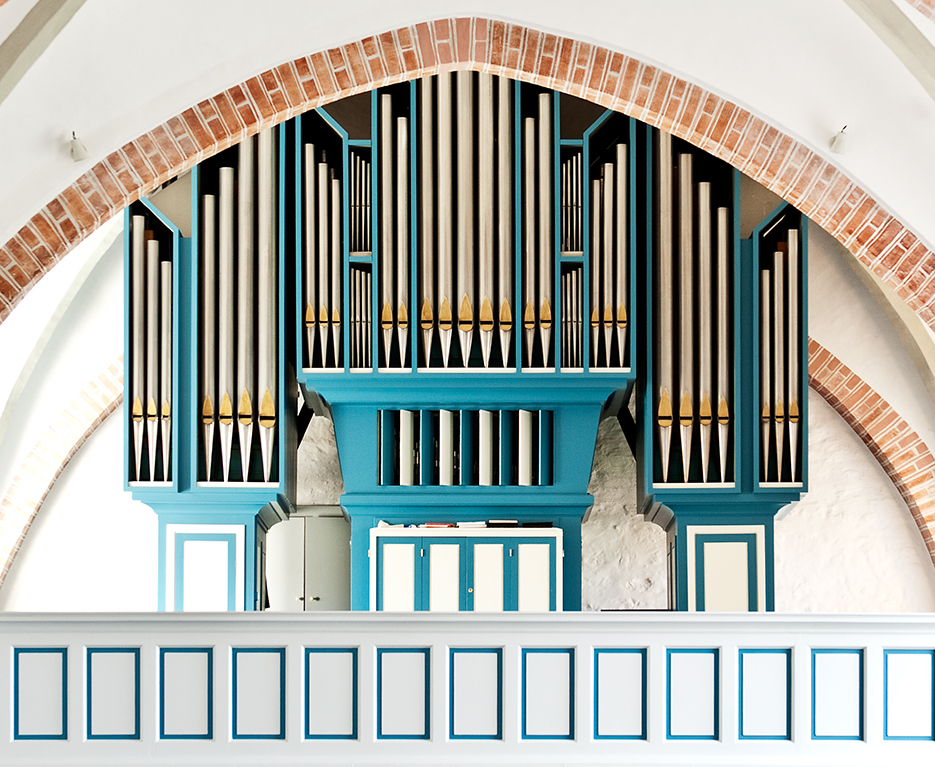
Heutige Hillebrand-Orgel der Achimer Kirche

Achim habe „schon vor undenklichen Jahren ein fein Orgelwerk in der Kirche gehabt“, schrieb 1692 der damalige Pastor der Gemeinde, Johann Helferich Willemer Im Jahr 1576 findet sich ein erster Hinweis auf eine Orgel in der Achimer Kirche. Im Rechnungsbuch werden Ausgaben für einen Calcant vermerkt, eine Hilfskraft, die die Bälge der Orgel betätigte.
1597 baute Matthias Mahn aus Buxtehude eine neue Orgel in die Kirche ein. Sie hatte 10 Register, kostete 150 Lübische Mark und wurde auf dem Seeweg – über Elbe und Weser – nach Achim verschifft. Das Instrument stand der Gemeinde nur kurze Zeit zur Verfügung. Die Orgel wurde – wie die gesamte Inneneinrichtung der St.-Laurentius-Kirche – ein Opfer des Dreißigjährigen Krieges. Aus den Orgelpfeifen wurden Gewehrkugeln gegossen. In den folgenden Jahren behalf man sich mit einer gebrauchten Kleinorgel des Bremer Orgelbauers Johannes Sieburg, die im Kirchenschiff aufgestellt und 1687 wieder abgebaut und an den Handelsherrn Habichhorst in Bremen verkauft wurde.
Im späten 17. Jahrhundert wurde die bisherige flache Decke der Kirche durch ein Gewölbe ersetzt. Zugleich sammelte man für eine neue Orgel. Es gab hohe Spenden für einen Neubau und so wurde der Orgelbauer Arp Schnitger in Neuenfelde bei Hamburg beauftragt. Schnitger war schon damals einer der namhaftesten Orgelbauer seiner Zeit und gilt heute als Vollender der norddeutschen Barockorgel. Die Kirchengemeinde entschied sich für eine Orgel mit 24 Registern. Die Pfeifen waren in drei Rundtürmen, zwei Spitztürmen und vier Flachfeldern ausgeführt. 800 Reichstaler kostete die Orgel. 1699 konnte sie der Gemeinde übergeben werden und wurde lobend von den Organisten des Bremer Doms, der Liebfrauenkirche und dem Achimer Kantor, Diedrich Meder, abgenommen. Die Orgel sei sorgfältig gebaut und von hoher Qualität, stellten die Organisten fest, sie klinge, „dass wir dergleichen auf solche Art nicht viel gefunden“.
In der zweiten Hälfte des 19. Jahrhunderts litt die Schnitger-Orgel zunehmend unter Verschleiß. Auch hatten sich die Klangvorstellungen gewandelt. 1888 beschloss der Kirchenvorstand den Abriss der Orgel, eine aus heutiger Sicht unglückliche Entscheidung. Es wurde bei der Firma Friedrich Becker & Sohn (Hannover) ein neues Instrument in Auftrag gegeben. 6100 Mark sollte das Instrument kosten. Achim erhielt als erste Kirchengemeinde in der Provinz Hannover eine Orgel mit pneumatischem Traktursystem. Aber die damals gerade im Orgelbau eingeführte Technik erwies sich als fehleranfällig. Bereits 1892 funktionierten elf Register der Orgel nicht mehr. Auch klanglich ließ das Instrument zu wünschen übrig. Zwischen Kirchenvorstand und Orgelbauer kam es zu einem langjährigen Rechtsstreit, der erst vor dem Reichsgericht in Leipzig mit einem Vergleich endete.
Dem Kirchenvorstand blieb nichts anderes übrig, als erneut eine Orgel in Auftrag zu geben. Die Firma Furtwängler und Hammer (Hannover) errichtete 1906/07 für 10.000 Mark ein Instrument, das äußerlich der Schnitger-Orgel ähnelte. Aber auch dieses Instrument entsprach weder klanglich noch technisch den Vorstellungen.
In den 60er Jahren wurde die St.-Laurentius-Kirche umfassend renoviert und dabei wurde auch eine neue Schleifladenorgel von der Firma Hermann Hillebrand aus Altwarmbüchen eingebaut, die am 26. Februar 1967 eingeweiht wurde. Die Achimer Orgel ist eine zweimanualige Orgel mit Pedalwerk. Sie hat 26 Register, verteilt auf Hauptwerk, Brustwerk und Pedal. Die Disposition hat der Kirchenmusikdirektor Alfred Hoppe aus Verden entworfen. Sie lehnt sich an das berühmte Vorgängerinstrument, die Arp-Schnitger-Orgel, an. 1983 durch die Orgel durch die Firma Rudolf von Beckerath (Hamburg), 2017 durch Firma Jörg Bente (Suthfeld-Helsinghausen) umfassend instand gesetzt.
| I Hauptwerk C–g3 |             |     |
| 01.              | Bordun      | 16′ |
| 02.              | Principal   | 08′ |
| 03.              | Rohrflöte   | 08′ |
| 04.              | Octav       | 04′ |
| 05.              | Gedackt     | 04′ |
| 06.              | Superoctav0 | 02′ |
| 07.              | Gemshorn    | 02′ |
| 08.              | Mixtur II   |     |
| 09.              | Mixtur V    |     |
| 10.              | Dulcian     | 16′ |
| 11.              | Trompete    | 08′ |

| II Brustwerk C–g3 |                  |        |
| 12.               | Gedackt          | 08′    |
| 13.               | Blockflöte       | 04′    |
| 14.               | Principal        | 02′    |
| 15.               | Quinte           | 01 ⁄3′ |
| 16.               | Sesquialtera II0 |        |
| 17.               | Scharff III      |        |
| 18.               | Krummhorn        | 08′    |
|                   | Tremulant        |        |

| Pedalwerk C–f1 |             |     |
| 19.            | Subbaß      | 16′ |
| 20.            | Octavbaß    | 08′ |
| 21.            | Choralbaß 0 | 04′ |
| 22.            | Nachthorn   | 02′ |
| 23.            | Mixtur IV   |     |
| 24.            | Posaune     | 16′ |
| 25.            | Trompete    | 08′ |
| 26.            | Kornett     | 02′ |

- Koppeln: II/I, I/P

### Glocken

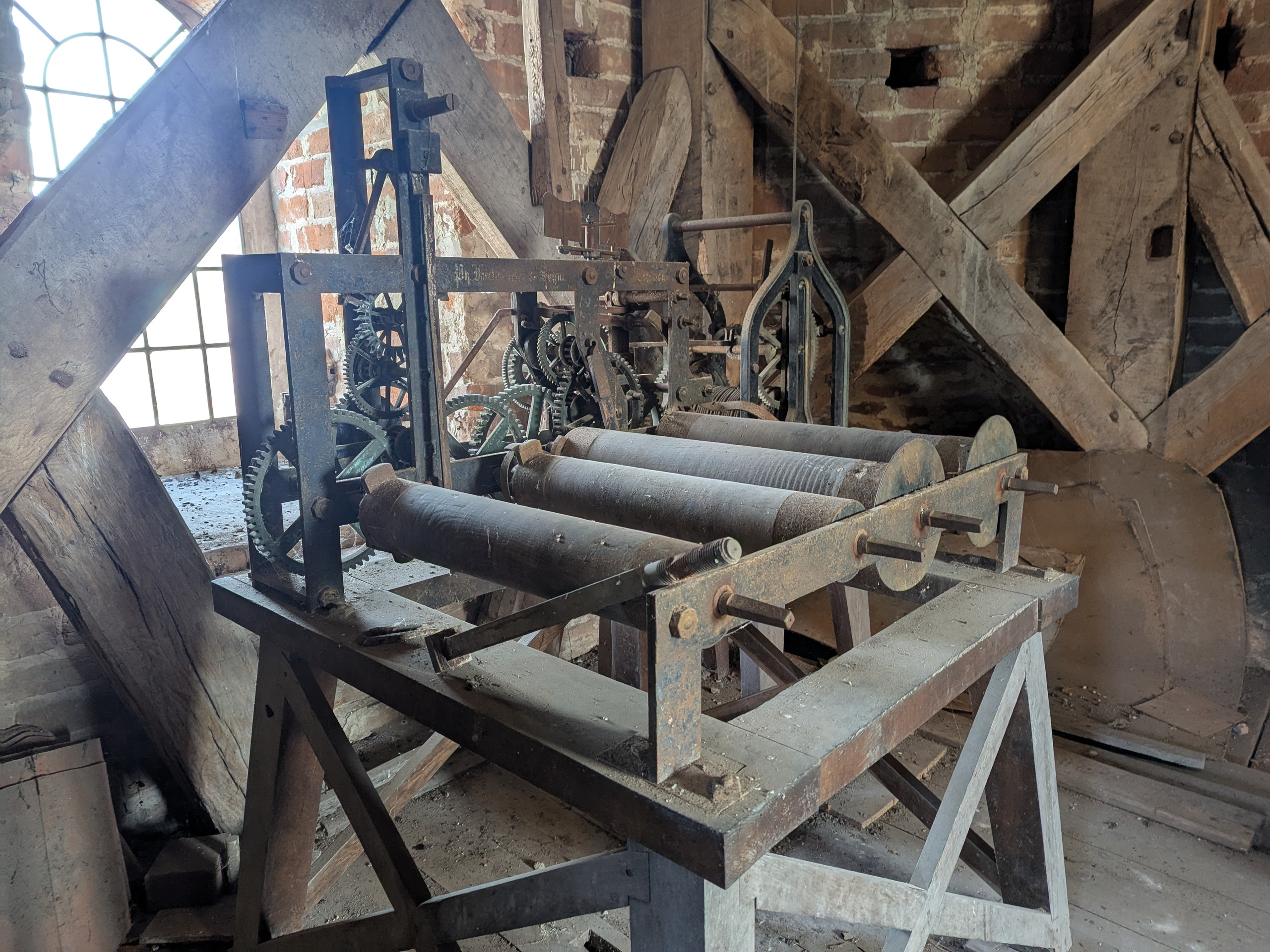
Uhrwerk in St. Laurentiuskirche Achim

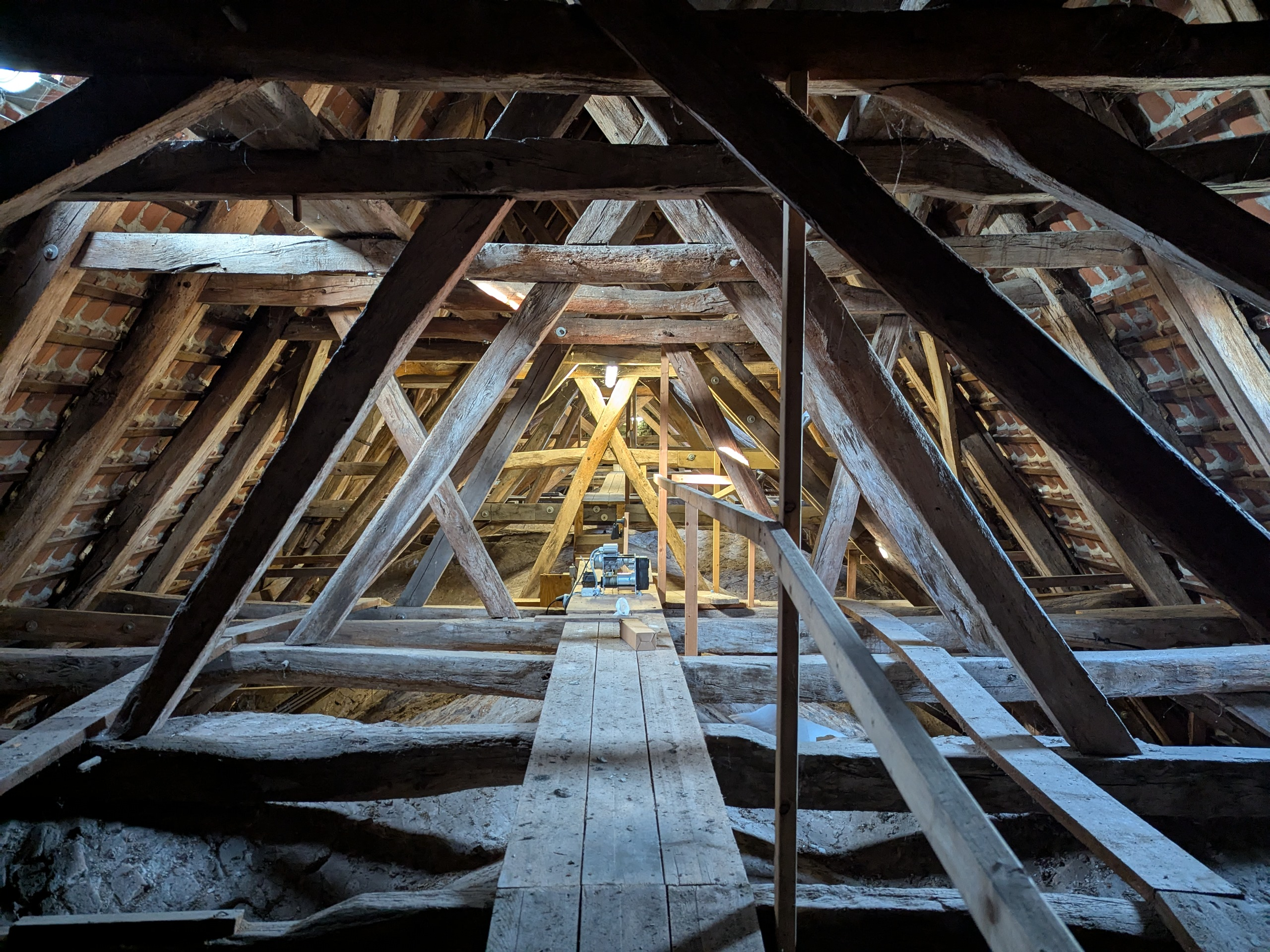
Dachwerk der St. Laurentiuskirche

Im Turm hängen vier Glocken, von denen zwei aus der ersten Hälfte des 14. Jahrhunderts stammen (Glocken 2 und 4). Eine aus dem Jahr 1330 stammende große Glocke zerbarst zweimal und wurde 1744 und 1840 umgegossen. Diese Glocke musste im Ersten Weltkrieg zu Rüstungszwecken abgegeben werden. 1925 erhielt die Kirche eine neue große Glocke, auch diese wurde im Zweiten Weltkrieg zu Rüstungszwecken eingeschmolzen. 1957 erwarb die Kirchengemeinden bei der Glockengießerei Otto in Hemelingen zwei neue Glocken. Die größere der beiden erhielt die Inschrift: „Unseren Gefallenen der beiden Weltkriege 1914–1918 und 1939–45 zum Gedächtnis“. Weiterhin findet sich ein Bibelwort aus Johannes 15,13 auf der Glocke: „Niemand hat größere Liebe als die, dass er sein Leben lässt für seine Freunde“. Die kleinere der neuen Glocken erhielt die Inschrift: „O Land, Land, Land, höre des Herren Wort! Jer. 22,29 + Ich rufe die Jugend unserer Gemeinde +“
Übersicht
| Glocke | Name                   | Durchmesser | Gewicht | Schlagton |
| ------ | ---------------------- | ----------- | ------- | --------- |
| 1      | Johannesglocke         | 1318 mm     | 1300 kg | es'+1     |
| 2      | Rutglocke              | 1205 mm     | 1150 kg | ges'-8′   |
| 3      | Maria-Magdalena-Glocke | 980 mm      | 0550 kg | as'-1     |
| 4      | Jesajaglocke           | 910 mm      | 0400 kg | b'-4      |

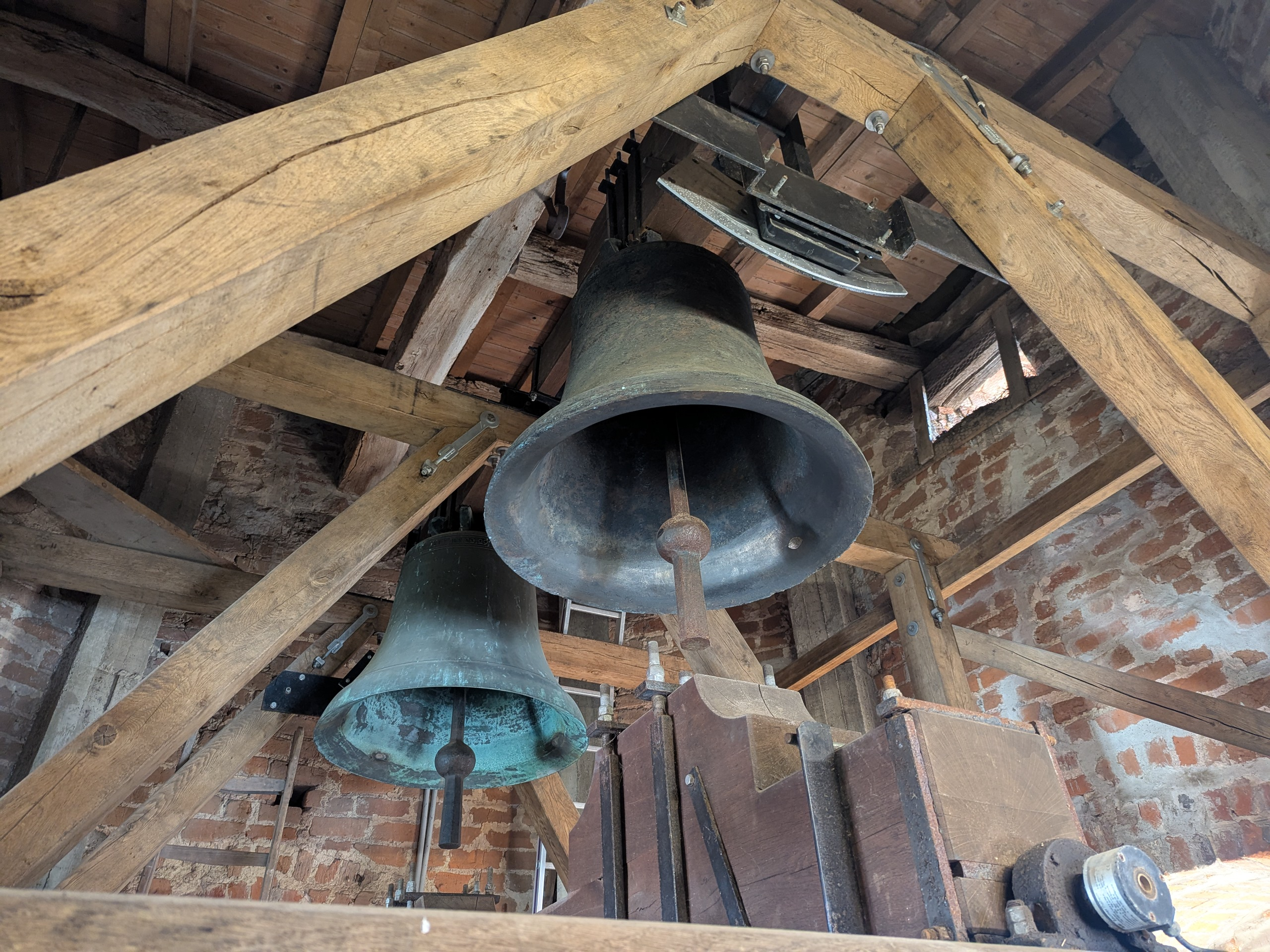
Glocken St. Laurentiuskirche Achim

An der östlichen Außenseite des Turmdaches befindet sich eine fünfte Glocke (Stundenglocke).